# Quitman (Georgia)
Quitman ist eine Stadt des US-Bundesstaates Georgia in den Vereinigten Staaten mit 6000 Einwohnern und Verwaltungssitz des Brooks County.
Quitman grenzt an den US-Staat Florida.
Die Stadt verfügt über eine für die ganze Gemeinde gut erreichbare öffentliche Highschool (Brooks County Highschool) sowie über eine Grund- und Mittelschule.
Die nächstgrößere Stadt ist Valdosta, die mit Quitman über den Highway 84 (Wiregrass Georgia Parkway) verbunden ist.
Bekannt ist Quitman auch unter dem Namen „Camellia City“. Benannt ist die Stadt nach John A. Quitman.